# Álvaro García Romero
Álvaro Alfonso García Romero (Ovejas, 19 de febrero de 1951) es un político colombiano.
Fue miembro del Partido Colombia Democrática, fue elegido por elección popular para integrar el Senado y la Cámara de Representantes de Colombia.
Fue capturado el 18 de noviembre del 2007 dentro del escándalo conocido como parapolítica, y condenado en el 2010 a 40 años de prisión por desviar dineros públicos para la conformación de grupos paramilitares de extrema derecha y por ser autor mediato según sentencia con el radicado 32805 del 23 de febrero de 2010 de la Corte Suprema de la Masacre de 15 personas en Macayepo.

## Biografía
Nació en Ovejas (Sucre), se crio en fincas de ganado y agricultura de su familia. Su familia es originaria de Carmen de Bolívar.

### Masacre de Macayepo
El 18 de mayo de 2002, en un debate en el congreso de la república sobre la parapolítica, el senador Gustavo Petro mostró pruebas documentales y audios que señalaban a García Romero de tener vínculos con grupos paramilitares de Sucre, y haber estado involucrado en la masacre de Macayepo, un asesinato masivo ejecutado el 16 de octubre del año 2000 por la organización armada ilegal de extrema derecha conocida como Autodefensas Unidas de Colombia (AUC) en el corregimiento Macayepo, jurisdicción del Carmen de Bolívar en el departamento de Bolívar al norte de Colombia, donde fueron asesinados 15 campesinos a machete, palos y rocas y cerca de 246 familias fueron desplazadas de su territorio. El senador García se dirigió al atril y a voz en cuello trató a Petro de «payaso» negando las acusaciones. Su caso pasó a ser investigado en la Corte Suprema de Justicia.
En febrero de 2010 García Romero fue hallado responsable de ser autor intelectual de la masacre y de otros hechos relacionados con paramilitarismo, como lo fue el asesinato de la maestra de San Onofre Georgina Narváez, que había denunciado un fraude electoral en el departamento de Sucre. García fue condenado a 40 años de prisión. El 25 de febrero de 2021 la Jurisdicción Especial para la Paz (JEP) aceptó a García dentro de la jurisdicción pero lo expulsó en 2022 debido a su negativa de reconocer su participación en los hechos por los que fue condenado.

## Trayectoria política
García se destacó en actos controvertidos en el congreso como el sucedido en 1988: García era representante a la Cámara y protagonizó una trampa para beneficiar a los terratenientes del país[cita requerida] e impedir la aplicación de la reforma agraria del gobierno de Virgilio Barco. Cada parlamentario podía votar una sola vez y las cámaras de televisión captaron el momento en el que García metía su mano en la urna y depositaba varias balotas blancas. A pesar de que hubo más votos que congresistas, el 'mico' fue aprobado.[cita requerida]

### Congresista de Colombia
En las elecciones legislativas de Colombia de 1978, García Romero fue elegido miembro de la Cámara de Representantes de Colombia con un total de 27.639 votos y reelecto en tres periodos consecutivos.
En las elecciones legislativas de Colombia de 1998, García Romero fue elegido Senador de la República de Colombia con un total de 45.475 votos. Nuevamente reelegido en las elecciones legislativas de Colombia de 2002, García Romero fue elegido Senador de la República de Colombia con un total de 70.662 votos. Luego en las elecciones legislativas de Colombia de 2006, García Romero fue reelecto senador con un total de 55.573 votos.

### Iniciativas
García Romero participó en las siguientes iniciativas desde el congreso:
- Propone algunas modificaciones a la legislación vigente sobre protección de los derechos de autores, compositores e intérpretes de obras musicales (Archivado).[12]

### Partidos políticos
A lo largo de su carrera ha representado los siguientes partidos:
| Partido político                | Fecha Inicio        | Fecha Fin           |
| Partido Colombia Democrática    | 20 de julio de 2005 |                     |
| Movimiento Nacional Progresista | 20 de julio de 1998 | 19 de julio de 2005 |

### Cargos públicos
Entre los cargos públicos ocupados por Álvaro Alfonso García Romero, se identifican:
| Cargo público                   | Partido político                | Fecha Inicio        | Fecha Fin           |
| Senador de la República         | Partido Colombia Democrática    | 20 de julio de 2002 | 19 de julio de 2006 |
| Senador de la República         | Movimiento Nacional Progresista | 20 de julio de 1994 | 19 de julio de 1998 |
| Senador de la República         |                                 | 20 de julio de 1994 | 19 de julio de 1998 |
| Representante a la Cámara       |                                 | 20 de julio de 1986 | 19 de julio de 1990 |
| Representante a la Cámara       |                                 | 20 de julio de 1982 | 19 de julio de 1986 |
| Representante a la Cámara       |                                 | 20 de julio de 1978 | 19 de julio de 1982 |
| Diputado a la Asamblea de Sucre |                                 |                     |                     |
| Concejal de Sincelejo           |                                 |                     |                     |